# Walckenaeria cyprusensis
Walckenaeria cyprusensis este o specie de păianjeni din genul Walckenaeria, familia Linyphiidae, descrisă de Wunderlich, 1995.
Este endemică în Cyprus. Conform Catalogue of Life specia Walckenaeria cyprusensis nu are subspecii cunoscute.